# Chondrostoma colchicum
Chondrostoma colchicum és una espècie de peix cipriniforme de la família dels ciprínids.
Els mascles poden assolir els 28 cm de longitud total.
Es troba a Rússia, Armènia, l'Azerbaidjan, Geòrgia i Turquia.